# Niederwangen BE

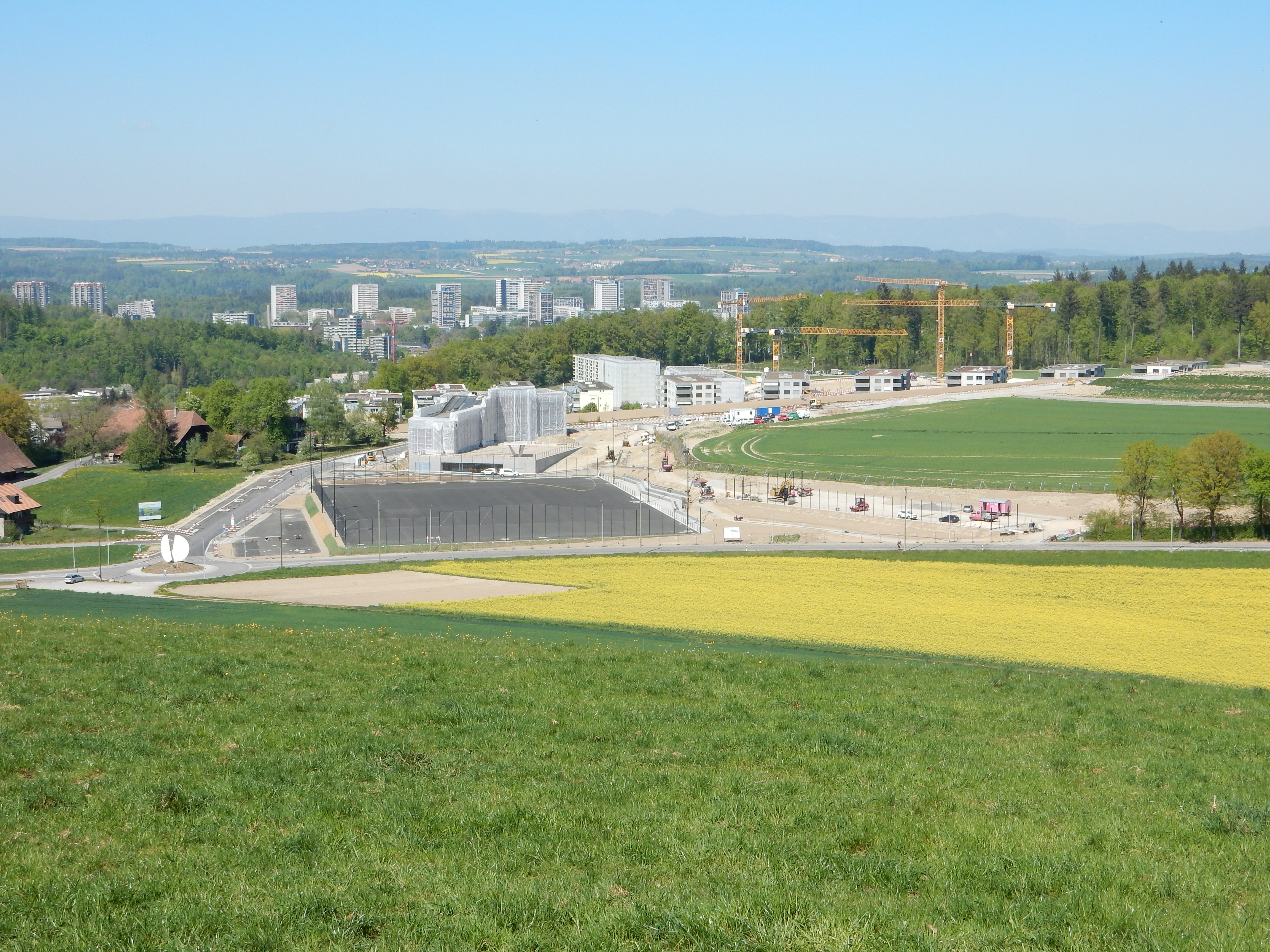
Niederwangen im Bau: Schule und Sport Ried sowie die Überbauung Papillon

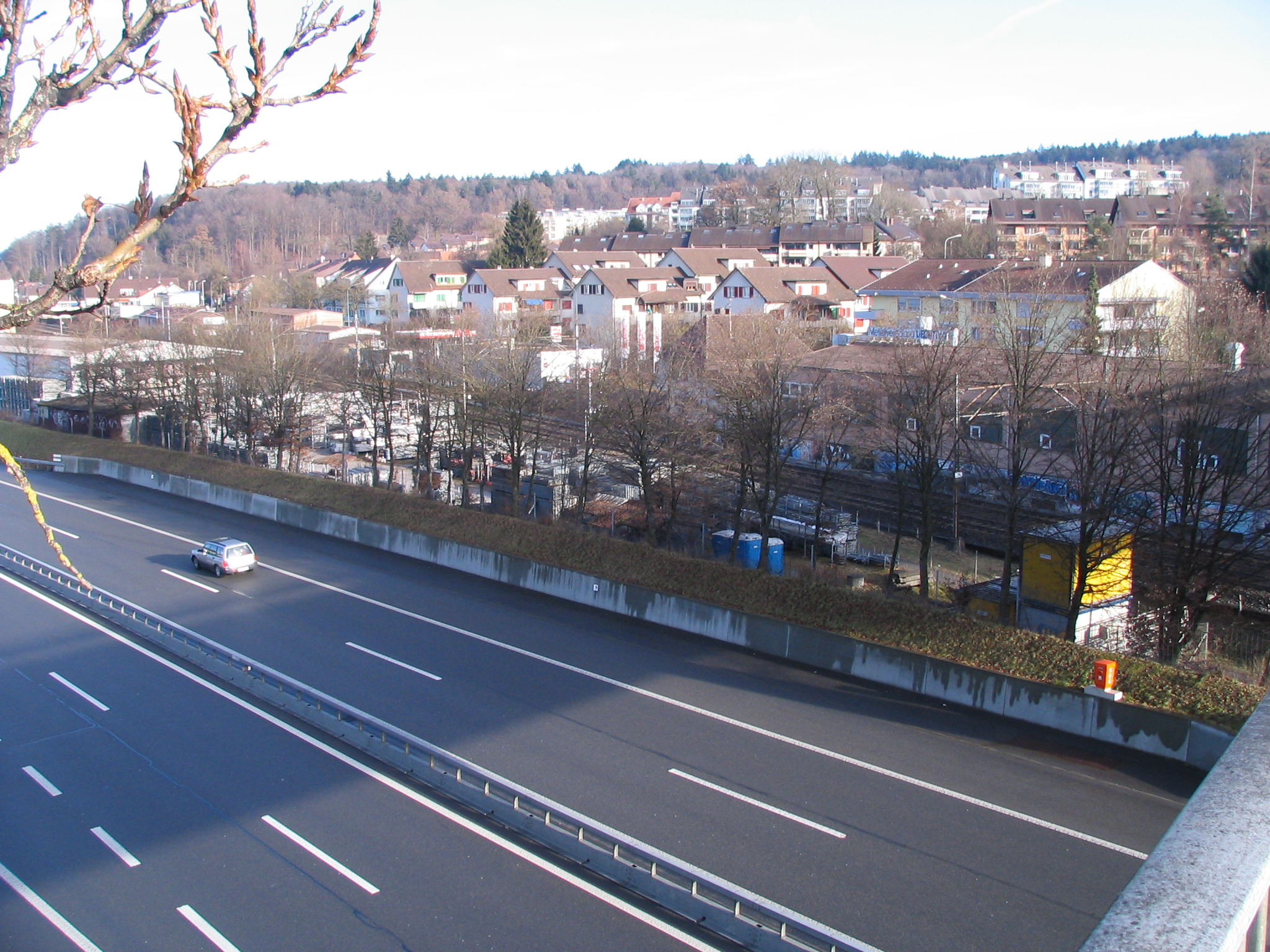
Beim Bahnhof Niederwangen

Niederwangen ist eine Ortschaft im Schweizer Kanton Bern. Mit rund 1900 Einwohnern ist die Siedlung der siebtgrösste von 22 Ortsteilen der Gemeinde Köniz, die unmittelbar südlich an die Schweizer Bundesstadt Bern angrenzt. Niederwangen liegt abgesetzt rund drei Kilometer westlich des Hauptorts Köniz an der Autobahn A12. 

## Geschichte
Niederwangen ist landwirtschaftlich geprägt. Auf einem der Landgüter bestand seit 1825 das weitherum bekannte Knabenheim «Auf der Grube», das 2012 nach Missbrauchsvorwürfen geschlossen wurde.

### Poststelle
1924 wurde das erste Postbüro in Niederwangen errichtet. Schon seit 1833 hatte es eine Postablage gegeben, welche mehrmals geschlossen und wieder eröffnet worden war. Die Lokalität des Postbüros wurde im Verlauf des 20. Jahrhunderts mehrere Male verlegt. Im Jahre 1994 bezog die Post ihr aktuelles Büro an der Freiburgstrasse in Niederwangen (Stand April 2017).

### Überbauung Ried
Die landwirtschaftlichen Flächen mit dem Flurnamen Ried östlich von Niederwangen bilden das grösste Siedlungsprojekt im Grossraum Bern. Bis 2028 sollen mehr als 1000 Miet- und Eigentumswohnungen entstehen. Das Ried bei Niederwangen ist eine halbkreisförmige Fläche von rund 30 Hektaren, die im Osten durch einen als Erholungsgebiet genutzten bewaldeten Hügel begrenzt wird, der auch Standort des Aussichtspunkts Tubentränki ist. 
Im Herbst 2007 schrieb die Gemeinde Köniz einen Planungswettbewerb für die Überbauung der Fläche aus. Der Wettbewerb stiess auf internationales Interesse, mit Beteiligung von insgesamt 35 Planerteams aus der Schweiz, Deutschland, den Niederlanden, Frankreich, Italien und Portugal. Die drei bestplatzierten Entwürfe sehen eine Bebauung für mehr als 2000 Bewohner vor, die Einwohnerzahl von Niederwangen würde sich damit innerhalb kürzester Zeit mehr als verdoppeln. 
In einer Volksabstimmung vom 17. Juni 2012 wurde die Änderung der Überbauungsordnung Niederwangen, Ried (Ost), gutgeheissen. Laut Abstimmungsbüchlein wird nach Annahme der Überbauungsordnung ein Architektur-Projektwettbewerb für die erste Bauetappe lanciert. Mit dem Bau wurde 2016 begonnen.